# Radar (automobile)
Pour les articles homonymes, voir Radar (homonymie).
Radar New Energy Vehicle (Zhejiang) Co., Ltd., communément appelé Radar Auto (chinois : 雷达汽车 ; pinyin : Léidá qìchē) est une filiale du constructeur automobile chinois Geely Holding. La marque produit uniquement des véhicules électriques.

## Détails
Radar Auto est une marque axée sur les électriques « véhicules de style de vie », et 2024 propose un seul produit, le Radar RD6 électrique à batterie pick-up. À l'avenir, Radar lancera quatre nouvelles voitures, dont un SUV, une petite camionnette, un grand SUV et un véhicule tout-terrain (ATV).
L'entreprise possède sa propre installation de recherche et développement (R&D) à Hangzhou, Zhejiang et une usine de production de véhicules électriques à Zibo, Shandong, où elle fabrique le RD6,.
Sur les marchés étrangers, Radar Auto sera connu sous le nom de « Riddara » en raison de la résistance à la marque de la société de pneus singapourienne Omni United, qui possède une marque appelée Radar Tires.

## Produits

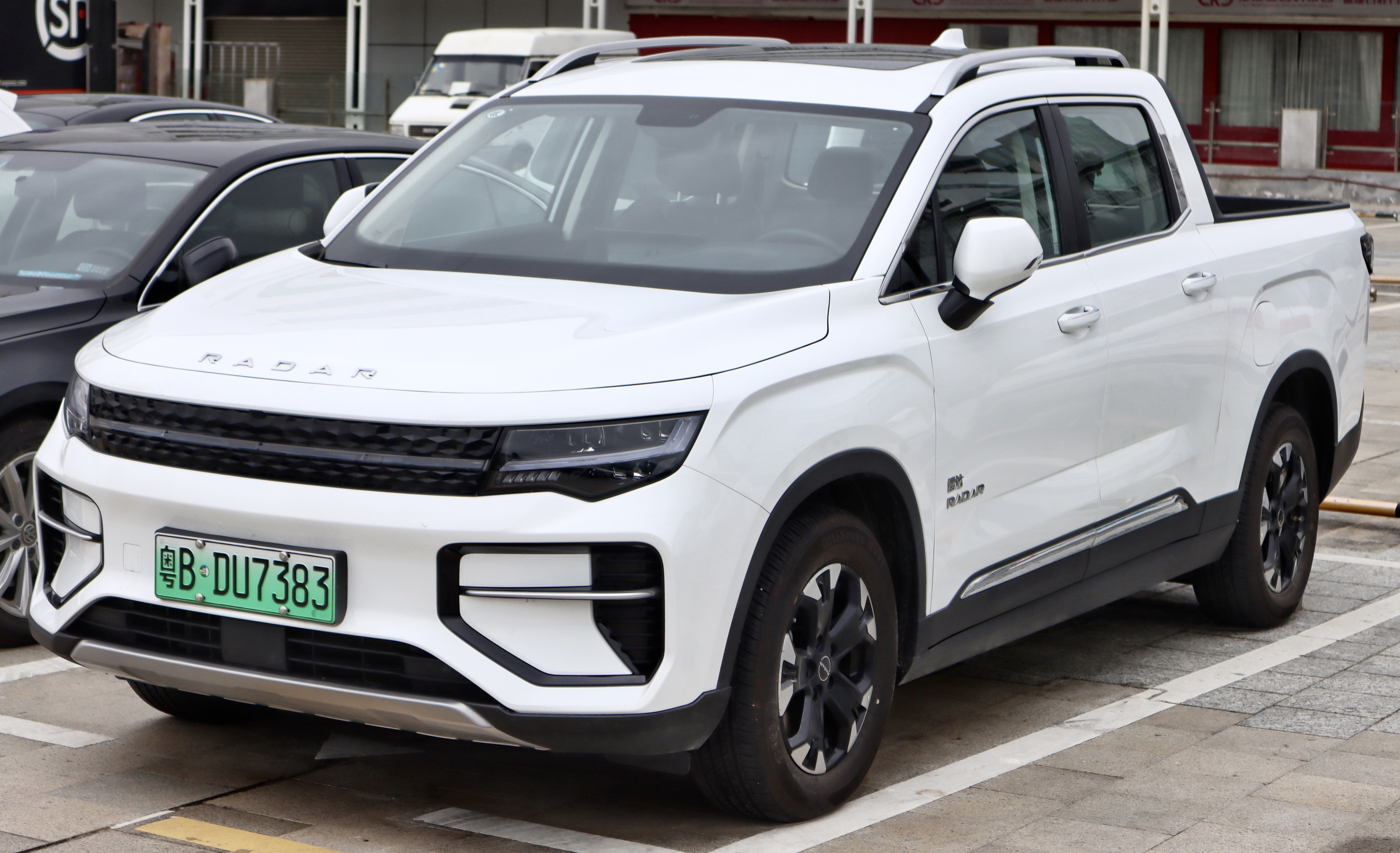
2022 Radar RD6.

- Radar RD6 (2022-présent).